# Scoparia philippinensis
Scoparia philippinensis là một loài bướm đêm trong họ Crambidae.